# 斯普林菲爾德克羅斯羅茲 (特拉華州)
斯普林菲爾德克羅斯羅茲（英語：Springfield Crossroads）是位於美國特拉華州蘇塞克斯縣的一個非建制地區。該地的面積和人口皆未知。

## 地理
斯普林菲爾德克羅斯羅茲的座標為38°40′57″N 75°18′28″W / 38.68250°N 75.30778°W，而該地的平均海拔高度為12米（即39英尺）。